# Dry Bones
Dry Bones (カロン, Karon) is een fictief videospelpersonage, gecreëerd door Nintendo en valt te beschrijven als de skeletversie van Koopa Troopa.
Dry Bones is lastig te verslaan aangezien de reguliere techniek van Mario, boven op de vijand springen, slechts werkt voor korte duur. Na enige tijd zal Dry Bones zijn botten weer verzamelen en zichzelf weer 'in elkaar zetten', waarna hij weer een bedreiging vormt voor Mario. Dry Bones is bestand tegen vuurballen maar kan verslagen worden met een schild, een Pow-blok of een ijsbloem/pinguïn pak.

## Spellen met Dry Bones
| Spel                                        | Platform                 |
| ------------------------------------------- | ------------------------ |
| Super Mario Bros 3                          | NES                      |
| Super Mario World                           | SNES                     |
| Super Mario All-Stars                       | SNES                     |
| Paper Mario                                 | Nintendo 64              |
| Paper Mario: The Thousand-Year Door         | Nintendo Gamecube        |
| Mario Superstar Baseball                    | Nintendo GameCube        |
| Super Princess Peach                        | Nintendo DS              |
| Mario Party 7                               | Nintendo Gamecube        |
| Mario Kart DS                               | Nintendo DS              |
| New Super Mario Bros.                       | Nintendo DS              |
| Mario Party 8                               | Nintendo Wii             |
| Mario Strikers Charged Football             | Nintendo Wii             |
| Super Paper Mario                           | Nintendo Wii             |
| Super Mario Galaxy                          | Nintendo Wii             |
| Mario Party DS                              | Nintendo DS              |
| Mario Kart Wii                              | Nintendo Wii             |
| Mario Super Sluggers                        | Nintendo Wii             |
| Mario & Sonic op de Olympische Winterspelen | Nintendo Wii Nintendo DS |
| New Super Mario Bros. Wii                   | Nintendo Wii             |
| Super Mario Galaxy 2                        | Nintendo Wii             |
| Mario Sports Mix                            | Nintendo Wii             |